# Басра
Ба́сра (араб. البصرة‎) — город на юго-востоке Ирака, главный порт страны, расположен на реке Шатт-эль-Араб, между Кувейтом и Ираном. Административный центр одноимённой мухафазы. Второй по величине и самый густонаселённый город в Ираке после Багдада, а также один из самых жарких городов на планете, с летними температурами, регулярно превышающими 50 °C.
Город является частью исторической области Шумер, считается родиной Синдбада-морехода и одним из предполагаемых мест расположения библейского Эдемского сада.
Басра также является домом для меньшинства афро-иракцев в стране.

## Этимология
Город имел разные наименования на протяжении всей своей истории, «Басра» является наиболее распространённым. Название происходит от арабского «басра» — «мягкий белый камень», могло быть дано по материалу построек, но допускается также перенос названия от другого селения. Другой вариант перевода — «смотреть вперёд», что, возможно, намекает на военное происхождение города как пограничной крепости. Наконец, ещё один вариант этимологии названия города восходит к арамейскому слову basratha, что означает «место хижин» или «посёлок».
В доисламскую эпоху область была известна арабам как Аль-Хариба из-за существования поблизости древнего города Аль-Харба. Нынешняя Басра неофициально именуется многими именами, в том числе «матерь Ирака», «колыбель арабов», «Венеция Востока».

## История

### Средние века
Басра была основана либо в 636, либо в 637 году праведным халифом Умаром ибн Хаттабом как опорный пункт арабов в завоёванной ими Месопотамии, в 15 километрах к юго-западу от нынешнего расположения города (нынешний город возник лишь в XVII веке, после упадка Старой Басры). Считается, что во время войн с правителями Персии Сасанидами мусульманский командир Утба ибн Газван обустроил военный лагерь на месте старой персидской деревни под названием Vaheštābād Ardašīr, которая была разрушена арабами. В 639 году халиф Умар объявил этот лагерь городом из пяти районов и назначил Абу Мусу аль-Ашари его первым губернатором. Абу Муса провёл завоевание Хузестана в 639—642 годах. В 650 году праведный халиф Усман ибн Аффан реорганизовал границу с персами, поставив губернатором Басры Абдаллу ибн Амира и вверив ему командование всем южным крылом арабских войск. Ибн Амир вёл свои войска в решающих битвах против последнего сасанидского шахиншаха Персии Йездигерда III.
В 656 году халиф Усман был убит, а Али ибн Абу Талиб был избран халифом. В августе 656 года в ходе гражданской войны мекканцы, выступившие против Али, подняли жителей Басры на восстание. В декабре у стен города произошло сражение, закончившееся победой Али.
Суфьянидские халифы Омейядов владели Басрой до смерти халифа Язида I в 683 году. Первым суфьянидским губернатора города был Абдалла, известный военачальник, но плохой администратор. В 664 году Муавия I ибн Абу Суфьян заменил его Зиядом ибн Абу-Суфьяном, который стал печально известен драконовскими правилами общественного порядка. После смерти Зияда в 673 году губернатором стал его сын Убайдуллах ибн Зияд. В 680 году Язид I приказал Убайдулле поддерживать порядок в Куфе, где росла популярность его соперника Хусейна ибн Али. Убайдулла взял контроль над Куфой, Хусейн послал своего двоюродного брата Муслима в качестве посла к жителям города, но Убайдулла приказал его казнить, опасаясь восстания. Убайдулла сформировал армию и сразился с армией Хусейна в месте под названием Кербела близ Куфы. Хусейн и его последователи были убиты, а их головы отправлены к Язиду в качестве доказательства победы.
После смерти Язида Басра перешла в руки антихалифа Абдаллы ибн аз-Зубайра. Его наместник Ибн аль-Харис провёл год во главе Басры, пытаясь подавить восстание хариджитов Нафи ибн аль-Азрака в Хузестане. В 686 году Аль-Мухтар ас-Сакафи поднял восстание в Куфе и разбил войска Убайдуллы ибн Зияда около Мосула. В 687 году Аль-Мухтар был разгромлен армией ибн аз-Зубайра с помощью куфанцев, изгнавших его из города. Халиф Абд аль-Малик ибн Марван отвоевал Басру в 691 году, и горожане остались верны губернатору аль-Хаджжаджу во время мятежа Ибн Асхаса в 699—702 годах. Тем не менее, Басра поддержала восстание ибн аль-Язида Мухаллаба против Язида II в 720-х годах. В 740-е Басра перешла под власть Абуль-Аббаса ас-Саффаха, основателя халифата Аббасидов.
В VIII—IX веках Басра стала одним из важнейших культурных и экономических центров Халифата. Уроженцами города были арабский учёный-универсал Ибн аль-Хайсам, писатель и богослов Аль-Джахиз и суфийский мистик Рабиа аль-Адавия. В 869 году разразилось восстание зинджей — чернокожих рабов, — и в 871 году зинджи разграбили Басру. В 923 году отряды карматов, радикальной мусульманской секты, разгромили Басру.. С 945 года до 1055 год Багдадом и большей частью Ирака правила династия Буидов. Абу аль-Касим аль-Баридис, которые контролировал Басру и Васит, был разбит, а его земли в 947 году также перешли под власть Буидов.
В 1122 году сельджукский военачальник Имад ад-Дин Занги получил Басру как феодальное владение. В это же время в городе была построена Великая Пятничная мечеть. В 1126 году Зенги подавил восстание горожан.
В 1258 году монголы Хулагу-хана разграбили Багдад и закончили правление Аббасидов. По некоторым данным, Басра капитулировала перед монголами, чтобы избежать резни.
В 1290 году в порту Басры произошли бои среди генуэзцев, между фракциями гвельфов и гибеллинов. В 1327 году Ибн Баттута посетил Басру, которая находилась в упадке, и был принял ильханидским губернатором города. В 1411 году Джалаиридский правитель города был изгнан племенами Кара-Коюнлу. В 1523 году португальцы под командованием Антониу Тенрейру прибыли в Басру из Алеппо.

### Новое время
В 1534 году, после захвата турками Багдада, бедуинский правитель города Рашид аль-Мугамис сдал его туркам. Басра стала провинцией в Османской империи в 1538 году.
При османах Басра в течение длительного времени процветала как торговый и культурный центр. Когда султан Мурад IV завоевал Багдад в 1638 году, Басра сделался главным городом большого пашалыка. В 1624 году португальцы помогли паше Басры в отражении персидского вторжения. Взамен португальцы получили таможенные льготы. В конце XVII века персы всё-таки завладели городом, но в 1701 году турки его отвоевали, потом в 1771 году персы опять заняли город, но должны были уступить его в 1778 году туркам, а в 1787 году Басра перешла к арабам-саудитам (Дирийский эмират), наконец, снова к туркам. Персидский правитель Карим-хан из династии Зендов на короткое время захватил Басру после долгой осады в 1775—1779 годах и внедрил в городе шиитские обряды.
С 1810 года саудиты неоднократно угрожали городу и блокировали его, но потерпели здесь в 1815 году решительное поражение от египетских войск Ибрагима-паши. В период времени 1832—1840 годов Басра находилась в руках хедива Египта Мухаммеда Али.

### Новейшее время
После битвы за Басру (1914 год) во время Первой мировой войны город вошёл в состав Ирака и был занят британцами, которые модернизировали порт. Британские коммерческие интересы сделали порт Басры одним из самых важных портов в Персидском заливе.
Во время Второй мировой войны Басра, наряду с иранским Буширом, была основным портом, по которому в СССР (через территорию Ирана) доставлялись товары по ленд-лизу (в основном военные автомобили своим ходом).
В 1964 году был основан Университет Басры. К 1977 году население города выросло до 1,5 миллиона человек. В 1980—1987 годах сильно пострадал (особенно порт) от иранских артиллерийских обстрелов в ходе ирано-иракской войны. В этот период из-за оттока населения число жителей города сократилось до 900 000, а к концу 1980-х достигло низшей точки — чуть более 400 тысяч человек.
После войны Саддам Хусейн возвёл в городе, на берегу реки Шатт-аль-Араб, 99 мемориальных статуй иракских генералов и командиров, погибших во время войны, все статуи указывали пальцами в сторону Ирана.
После первой войны в Персидском заливе («Бури в пустыне»), в 1991 году, Басру охватило восстание против Саддама Хусейна, которое было жестоко подавлено.
25 января 1999 года ракета, выпущенная с борта американского военного самолёта, попала в гражданский квартал. Одиннадцать человек погибли и пятьдесят девять получили ранения. Генерал Энтони Зинни, тогдашний командующий силами США в Персидском заливе, признал вину, но заявил, что «ракета могла быть блуждающей».
Второе восстание в 1999 году привело к массовым казням в Басре и окрестных деревнях. Впоследствии правительство Ирака преднамеренно отказалось восстанавливать город, переведя многие торговые пункты в Умм-Каср. Эти предполагаемые преступления и нарушения вошли в числе прочих в перечень обвинений в адрес Саддама, которые были рассмотрены Специальным трибуналом, создана Временным правительством Ирака после вторжения 2003 года.
Работники нефтяной промышленности Басры были вовлечены в обширный трудовой конфликт. Они провели двухдневную забастовку в августе 2003 года и составили ядро независимого Генерального союза сотрудников нефтяной отрасли (GUOE). Союз провёл однодневную забастовку в июле 2005 года и публично выступил против планов приватизации отрасли.
В марте-мае 2003 года окраины Басры были ареной тяжёлых боёв в ходе вторжения коалиционных сил в Ирак. Британские войска (7-я бронетанковая бригада) взяли город 6 апреля 2003 года.
21 апреля 2004 года город потрясла серия взрывов, унёсших жизни 74 человек. Многонациональная дивизия «Юго-восток» под британским командованием взяла на себя обеспечение безопасности и порядка в мухафазе Басра и прилегающих районах. Политические группы и их идеология, которые имели влияние в Басре, имели тесные связи с политическими партиями в иракском правительстве, несмотря на оппозицию со стороны иракских суннитов и более светских курдов. В январе 2005 года в результате выборов несколько радикальных политиков из Басры при поддержке религиозных партий вошли в парламент страны. 2 августа 2005 года был похищен и убит американский журналист Стивен Винсент, который расследовал факты коррупции и деятельности полиции в городе.
19 сентября 2005 года двое британских солдат, переодетые в арабскую гражданскую одежду, открыли огонь по иракским полицейским, после того как те остановились на контрольно-пропускном пункте. После ареста виновных британские солдаты ворвались в тюрьму, где их содержали, убив несколько человек из числа своих номинальных союзников — Иракских сил безопасности.
Британские войска передали контроль над провинцией Басра иракским властям в 2007 году, четыре с половиной года спустя после вторжения.
В марте 2008 года иракская армия начала крупное наступление под кодовым названием Saulat al-Fursan («Атака Белых рыцарей»), направленное на вытеснение из Басры боевиков Армии Махди. Нападение было спланировано генералом Моханом Фурайджи и утверждено премьер-министром Нури аль-Малики.
В апреле 2008 года после провала попыток разоружить боевиков генерал-майор Абдул Джалил Халаф и генерал Мохан Фурайджи оставили свои позиции в Басре.

## Транспорт

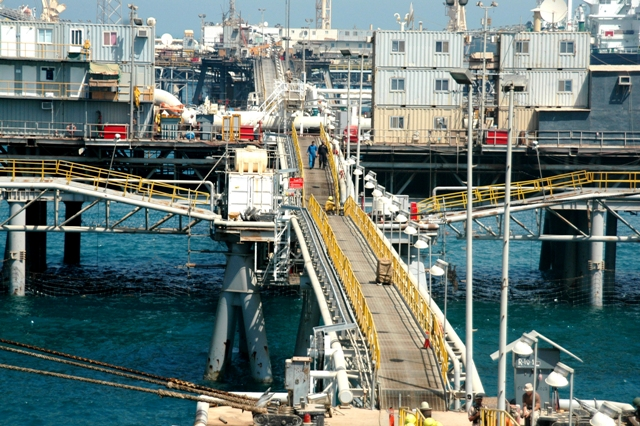
Нефтяной портовый терминал в Басре

В городе расположен международный аэропорт и транспортный узел.
Морской торговый порт Маргил в среднем течении реки Шатт-эль-Араб (в 110 км от Персидского залива) доступен во время ежедневных приливов для океанских судов (водоизмещением до 12 тысяч тонн). Акватория порта растянута на 140 км. Портовое хозяйство включает порты: Эль-Маакиль, Умм-Каср, Фао, Эль-Амайя, Рыбный порт, Эль-Бакр, Эз-Зубайр, Эль-Маамар и Абу-эль-Хасиб. Нефтепровод Басра — Багдад (построен в 1977 году).

## Экономика
Город расположен в 55 км от Персидского залива и в 545 км от Багдада. Является центром добычи и переработки нефти (нефтеперерабатывающий завод мощностью 3,5 млн тонн нефтепродуктов в год построен в 1974 году). Некоторые из крупнейших иракских нефтяных месторождений находятся в мухафазе, а наибольший объём экспорта иракской нефти идёт через нефтяной терминал Аль-Басра.
Химическая (завод по производству азотных удобрений мощностью 138 тысяч тонн сульфата аммония, 108 тысяч тонн серной кислоты и 58 тысяч тонн мочевины в год, построен при техническом содействии японской фирмы «Мицубиси»; комплекс по производству полиэтилена, поливинилхлорида и другой продукции на базе попутного газа и продуктов нефтепереработки построен при помощи фирм США и Германии), текстильные предприятия (производство обуви, верёвок, канатов, шерстяных изделий), бумажный комбинат. Пищевая промышленность (переработка фиников). Судоверфь. Ремёсла. Университет основан в 1967 году на базе филиала Багдадского университета. Несколько иностранных консульств. Крупная гостиница «International».
Басра находится в плодородной сельскохозяйственной области, с основными культурами: рис, кукуруза, ячмень, просо, пшеница. Рыболовство было важным промыслом до нефтяного бума.

## Климат
Басра имеет тропический пустынный климат. В течение летних месяцев, с июня по август, Басра один из самых жарких городов на планете, температура регулярно превышает +50 °C. Зимой Басра имеет мягкий климат со средними температурами около +20 °C, но иногда в зимние ночи температура опускается ниже 0 °C. Осадков выпадает 150 мм в год, в основном зимой. Высокая влажность — иногда более 90 % — объясняется близостью к заболоченному Персидскому заливу.
Басра находится на берегу реки Шатт-эль-Араб, впадающей в Персидский залив. Город пронизан сложной сетью каналов и ручьёв, жизненно важных для орошения и других сельскохозяйственных нужд. Эти каналы когда-то использовали для перевозки грузов и людей по всему городу, но в течение последних двух десятилетий загрязнение окружающей среды и непрерывное падение уровня воды сделали речное судоходство невозможным.
| Показатель                    | Янв. | Фев. | Март | Апр. | Май  | Июнь | Июль | Авг. | Сен. | Окт. | Нояб. | Дек. | Год  |
| ----------------------------- | ---- | ---- | ---- | ---- | ---- | ---- | ---- | ---- | ---- | ---- | ----- | ---- | ---- |
| Абсолютный максимум, °C       | 27   | 31   | 35   | 41   | 46   | 52   | 51   | 49   | 47   | 46   | 37    | 29   | 54   |
| Средний суточный максимум, °C | 18   | 20   | 24   | 29   | 35   | 38   | 40   | 41   | 39   | 34   | 27    | 21   | 30,4 |
| Средняя температура, °C       | 12,5 | 15,1 | 20,1 | 20,4 | 27,3 | 31,6 | 33,1 | 30,4 | 30,3 | 28,5 | 22,4  | 12,7 | 23,7 |
| Средний суточный минимум, °C  | 7    | 9    | 13   | 17   | 24   | 27   | 27   | 26   | 22   | 18   | 14    | 9    | 17,8 |
| Абсолютный минимум, °C        | −4   | −2   | 2    | 8    | 9    | 21   | 22   | 20   | 14   | 7    | 3     | −2   | −4   |
| Норма осадков, мм             | 30   | 20   | 20   | 21   | 10   | 0    | 0    | 0    | 0    | 1    | 20    | 40   | 152  |

## Архитектура
Территория Басры разрезана многочисленными каналами и живописными мостами через них (благодаря чему Басра часто называется «Венеция Востока», «Южная Венеция»). Большинство кварталов утопает в зелени пальмовых рощ и фруктовых садов. В конце 1970-х годов муниципалитет Басры осуществил ряд проектов по строительству новых торговых центров, гостиниц, мостов и парков, что привело к значительному улучшению городского хозяйства.
Многие городские дома с нависающими над улицами декоративными балконами, закрытыми деревянными ставнями, являются памятниками архитектуры конца XIX — начала XX века. Знамениты средневековые крытые базары. В 10 км от современного города — руины старой Басры (основанной в 630-х годах).

## Достопримечательности
- Музей Басры.
- Военное кладбище.
- Мечеть аль-Макам.

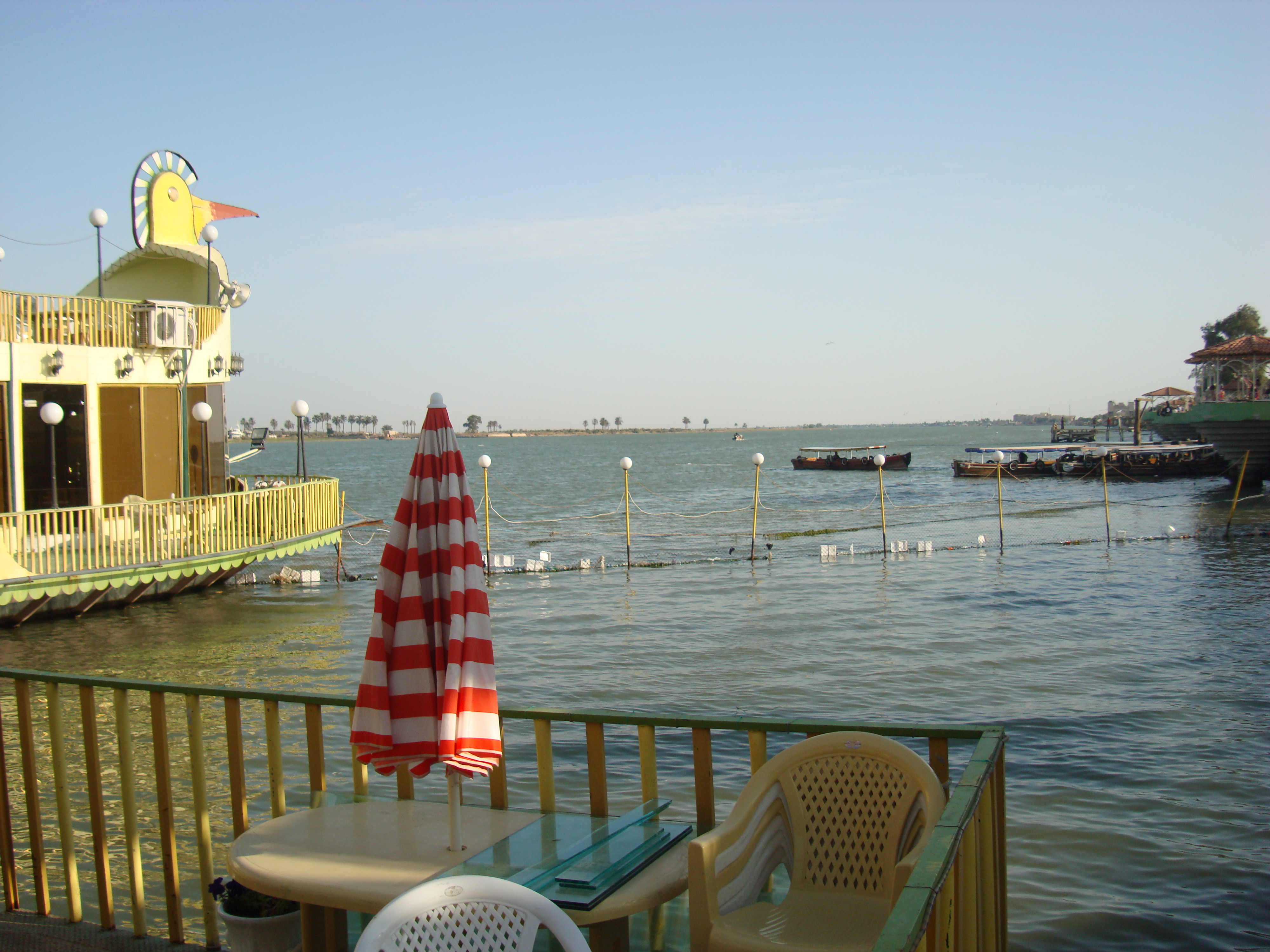
Шатт-эль-Араб

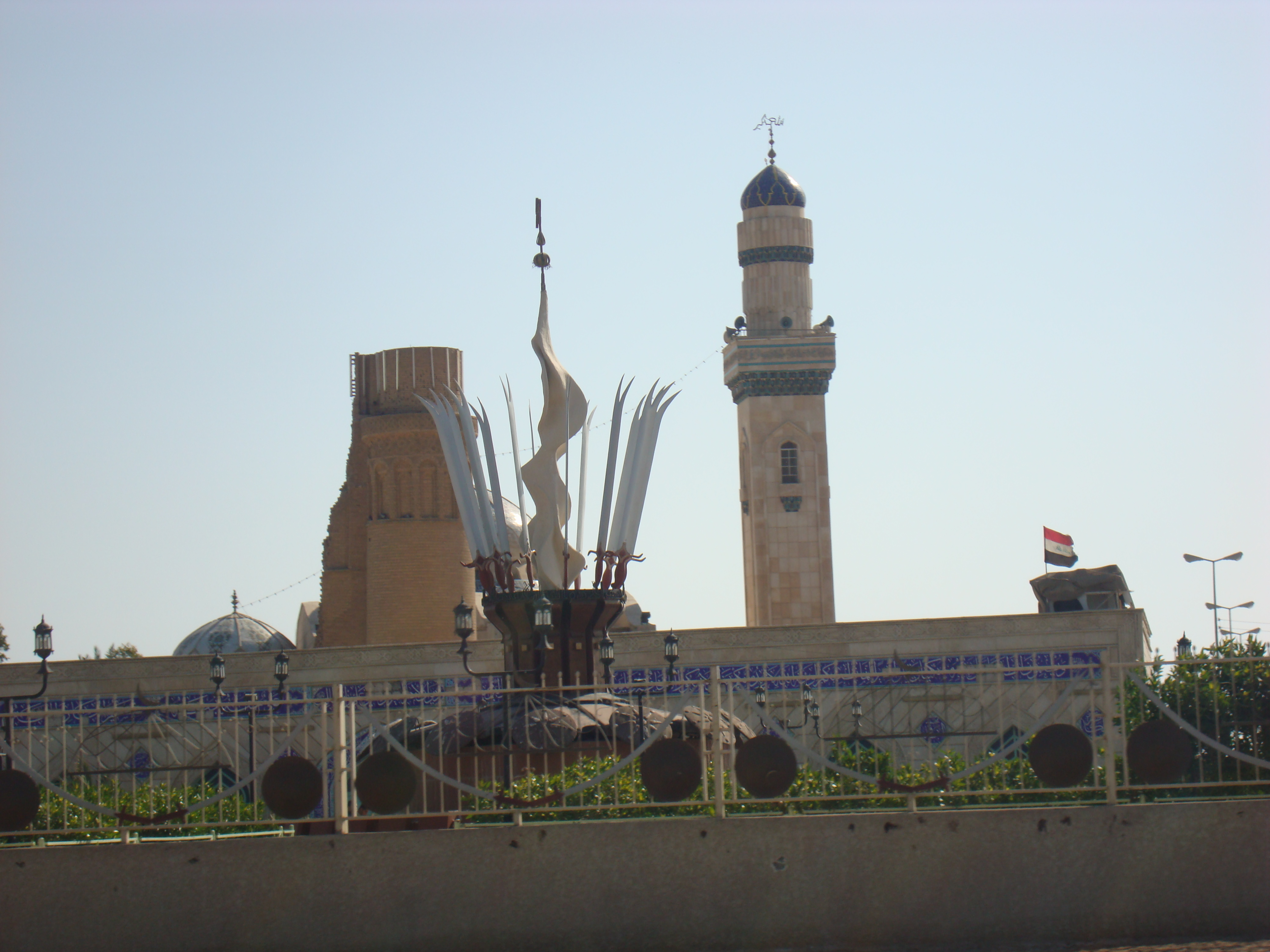
Мечеть халифа Али

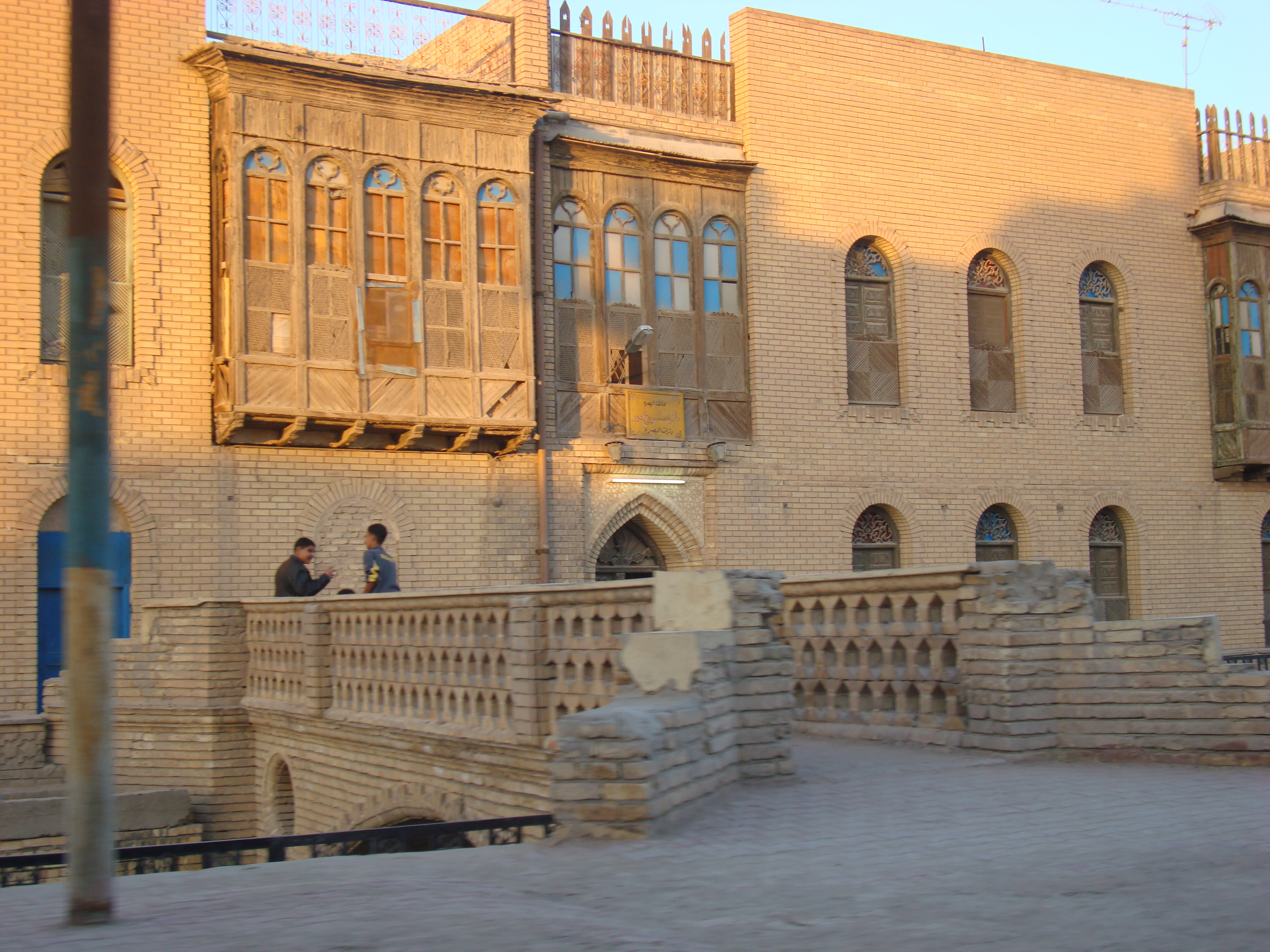
Старая Басра

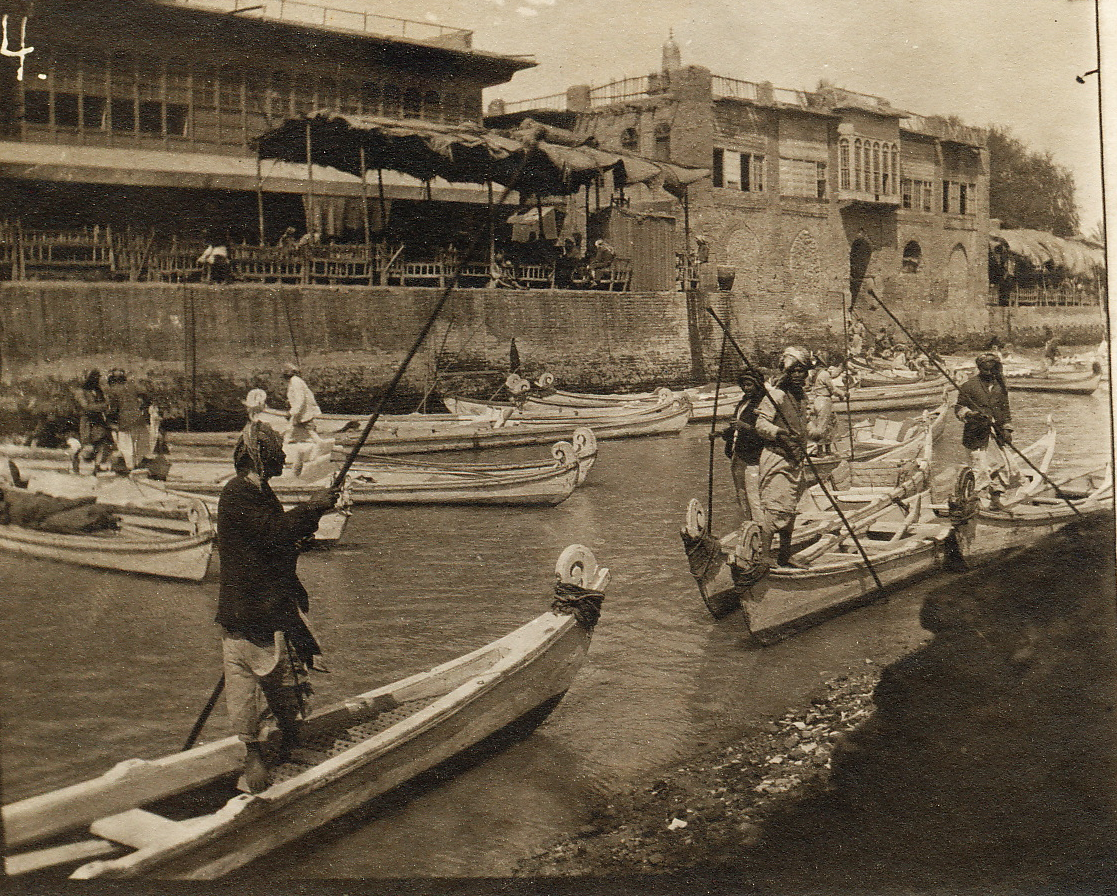
Басра, 1913 год

- Мечеть имама Али, первая исламская мечеть вне Аравийского полуострова.
- Basra Sport City — крупнейшим спорткомплекс на Ближнем Востоке.
- Пальмовые рощи, расположенные на берегу Шатт-эль-Араб, в частности в соседней деревне Абу-эль-Хасиб.
- Basra International Hotel (официально известный как Basra Sheraton Hotel), единственный пятизвёздочный отель в городе. Отель был в значительной степени разграблен во время войны в Ираке, но недавно был отремонтирован.
- Fun City — один из старейших тематических парков развлечений на юге страны. Он был разрушен во время войны, но был восстановлен.
- Akhora Park — один из старейших парков города.
- Четыре официальных президентских дворца.
- Латинская церковь на Улице 14 июля.
- Индийский рынок (Amogaiz) — один из главных базаров города, называется индийским, так как в начале прошлого века был выделен для торговцев из Индии.
- Базар Ханна-Шейх — старый рынок, построенный влиятельной семьёй Ханна-Шейх.

## В литературе
В романе Вольтера «Задиг, или Книга судьбы» город «Бассора» является местом нахождения рынка, где герой встречает представителей всех мировых религий и делает вывод, что «мир — одна большая семья, которая встречается в Бассоре».
Город Басра является местом действия киносценария Герберта Уэллса «Облик грядущего» 1933 года.
В фильме 1940 года «Багдадский вор» герои фильма Ахмад и Абу бегут в город из Багдада. Ахмад влюбляется в прекрасную дочь султана, на руку которой также претендует бывший великий визирь Джаффар.
Город Басра упоминается во время путешествий Синдбада-морехода в сказках Тысяча и одна ночь.
Город Басра упоминается в романе Агаты Кристи «Встреча в Багдаде».

## Города-побратимы
- Ирак, Багдад
- Азербайджан, Баку
- ОАЭ, Дубай
- Иран, Нишапур
- Иордания, Акаба
- США, Хьюстон